# Algar do Pico do Funil
O Algar do Pico do Funil é uma gruta portuguesa localizada na freguesia do Porto Judeu, concelho de Angra do Heroísmo, ilha Terceira, arquipélago dos Açores.
Esta cavidade apresenta uma geomorfologia de origem vulcânica em forma de tubo de lava localizado em campo de lava de encosta. Apresenta um comprimento de 6 m. por uma largura máxima de 3 m. por uma altura também máxima de 15 m.
Devido às suas características geomorfológicas encontra-se classificada como fazendo parte da Rede Natura 2000.